# Carlo Poerio
Carlo Poerio (* 13. Oktober 1803 in Neapel; † 27. April 1867 in Florenz) war ein italienischer Patriot, Rechtsanwalt und Politiker.

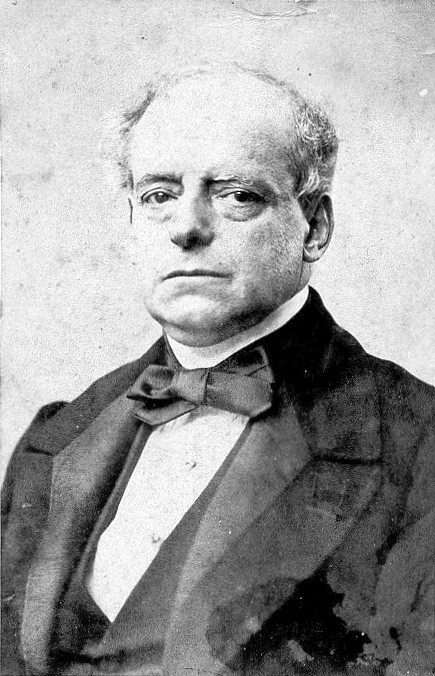
Carlo Poerio

## Leben
Er war der Bruder von Alessandro Poerio und lebte mit seinem Vater Giuseppem, welcher aus einer adeligen kalabresischen Familie stammte, nach den konstitutionellen Aufständen von 1820 in der Toskana, in Frankreich und im Vereinigten Königreich im Exil.
Nach seiner Rückkehr nach Neapel im Jahr 1828 praktizierte er als Rechtsanwalt und erlangte eine große Bekanntheit.
Als gemäßigter Liberaler und damit Gegner der Aufstände Mazzinis wurde er dennoch 1837, 1844 und 1847 verhaftet, allerdings immer nur für kurze Zeit. Anfang 1848 spielte er eine wichtige Rolle bei den Aufständen, die zur Verabschiedung der Verfassung führten, und war Mitglied der konstitutionellen Regierung in Neapel, zunächst als Generaldirektor der Polizei (anstelle des mächtigen Marchese Del Carretto) und dann als Bildungsminister. Als die Spannungen zwischen dem Herrscher und dem Parlament zu einer Konterrevolution des Volkes führten, trat er nach den Ereignissen vom 15. Mai zurück, während er weiterhin an die Möglichkeit einer liberalen Regierung unter Ferdinand II. von Bourbon glaubte.
Nach der Wiederherstellung der absoluten Herrschaft im Jahr 1849 wurde er am 19. Juli 1849 verhaftet und im Straflager von Nisida inhaftiert, weil er der Vereinigung L'unità italiana angehörte, was er in seinem Prozess bestritt. Dieser endete am 31. Januar 1851 mit einer 24-jährigen Haftstrafe (in Eisen), von der er jedoch nur 8 Jahre in den Gefängnissen von Ischia, Neapel, Montefusco und im Turm von Montesarchio verbüßte, was zu körperlicher und geistiger Entkräftung führte. Als seine Mutter im Sterben lag, wurde er 1852 aufgefordert, eine Begnadigung zu beantragen, lehnte dies jedoch ab. 1859 wurde seine Haftstrafe in eine Zwangsdeportation in die Vereinigten Staaten von Amerika umgewandelt.

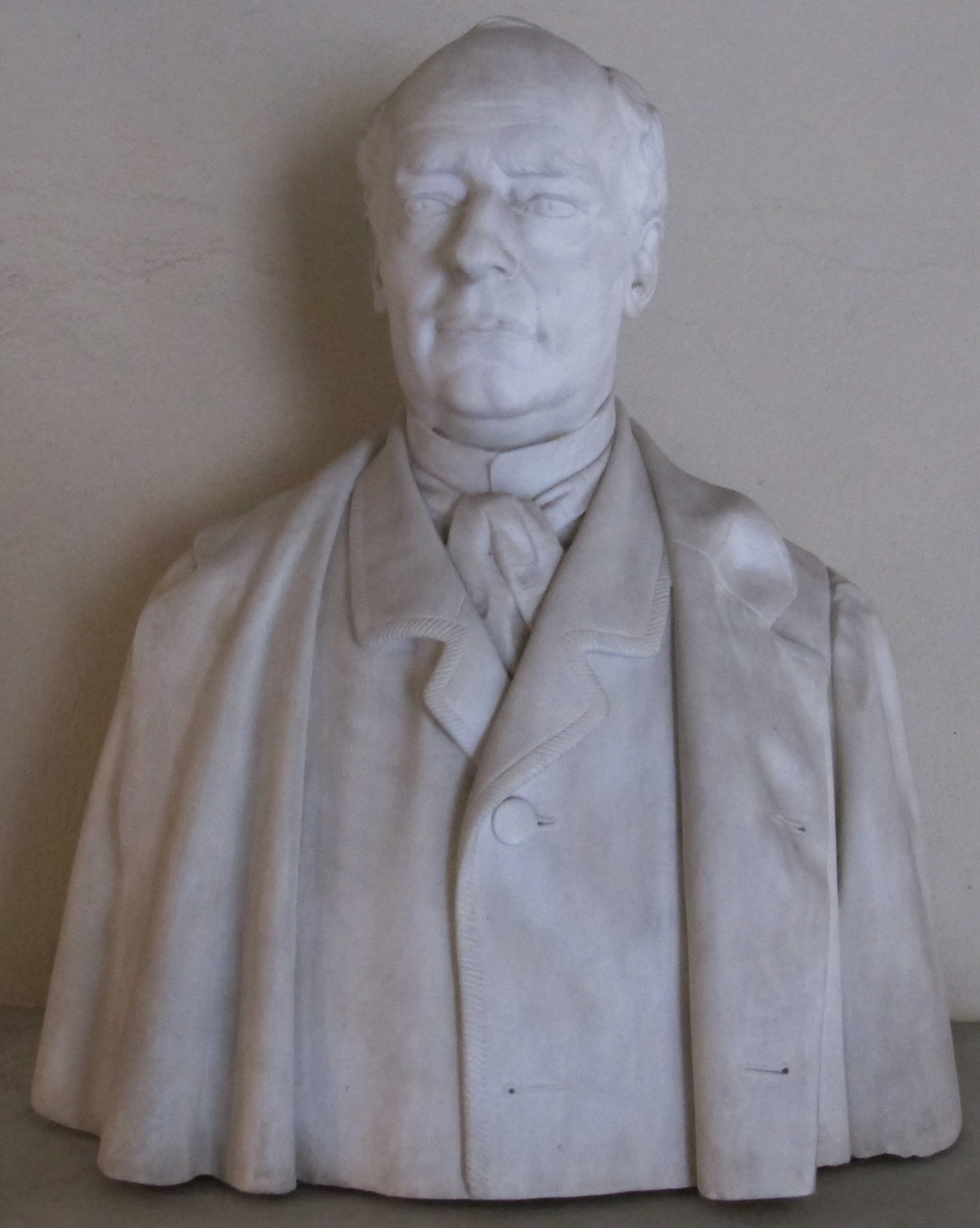
Büste von Carlo Poerio in der Florentiner Basilika Santa Croce, geschaffen von Giovanni Paganucci in den Jahren 1867–68

Das Schiff, das ihn zusammen mit 67 anderen Gefangenen (darunter Luigi Settembrini und Sigismondo Castromediano) nach Amerika bringen sollte, wurde (von Settembrinis Sohn) nach Irland umgeleitet. Als 1859 der Zweite Unabhängigkeitskrieg begann, zog Poerio nach Turin. Hier wurde er zum Bezugspunkt für die Emigranten aus dem Süden und nahm aktiv am politischen Leben des entstehenden Königreichs Italien teil und saß in den Legislaturperioden VII bis X sogar in der Abgeordnetenkammer. König Viktor Emanuel II. ernannte ihn zum Statthalter von Süditalien. In dieser Zeit arbeitete er mit bedeutenden Juristen zusammen und korrespondierte mit dem Anwalt und Literaten Alfonso Ridola.
Er starb in Florenz, im Haus von Ferdinando Lopez Fonseca, einem Lukanier, Patriot und Kämpfer im ersten Unabhängigkeitskrieg. Poerio ist in einer Kapelle auf dem Friedhof von Pomigliano d'Arco begraben, die 1930 von König Viktor Emanuel III. als Nationaldenkmal anerkannt wurde. Er hatte nicht geheiratet und mit seinem Tod starb die Familie Poerio aus. 1879 wurde der Name von Matteo Renato dem Namen Imbriani hinzugefügt.